# Metastelma triodontum
Metastelma triodontum är en oleanderväxtart som beskrevs av W.D.Stevens. Metastelma triodontum ingår i släktet Metastelma och familjen oleanderväxter. Inga underarter finns listade i Catalogue of Life.